# Karen Jønsson
Karen Sylvia Therese Jønsson født Pedersen (17. januar 1909 i København – 2. december 1942 i Stockholm, Sverige) var en dansk pianist, komponist, skuespillerinde og sangerinde.
Hun blev optaget på Det Kgl. Danske Musikkonservatorium som sanger, men uddannelsen blev afbrudt, da hun allerede som 18-årig giftede sig.
Hun optrådte med stor succes i en lang række revyer og var engageret som mikrofonsangerinde. Hun fik også mulighed for at komponere dansemusik og sange. Blandt andet har hun skrevet Hvorfor er lykken så lunefuld, som nok er hendes mest kendte sang.
I 1938 rejste hun til Stockholm, hvor hun blev lige så populær som i Danmark.
Hun er bisat på Assistens Kirkegård på Nørrebro i København (Gravsted R-59).

## Filmografi
I sit alt for korte liv fik hun indspillet fire film.
- Frøken Møllers jubilæum (1937)
- En fuldendt gentleman (1937)
- Alarm (1938)
- I dag begynder livet (1939)